# Claxton (Georgie)
Claxton je město v Evans County, v Georgii, ve Spojených státech amerických. V roce 2011 žilo ve městě 2746 obyvatel.

## Demografie
Podle sčítání lidí v roce 2000 žilo ve městě 2276 obyvatel, 899 domácností a 567 rodin. V roce 2011 žilo ve městě 1273 mužů (46,4%), a 1473 žen (53,6%). Průměrný věk obyvatele je 34 let.